# Peter Jensen (Altorientalist)
Peter Christian Albrecht Jensen (* 16. August 1861 in Bordeaux; † 16. August 1936 in Marburg) war ein deutscher Altorientalist und Professor an der Philipps-Universität Marburg.

## Leben
Jensen wurde als Sohn des Pastors der deutsch-dänischen evangelischen Gemeinde in Bordeaux, Conrad Jensen, geboren. Er wuchs in Holstein, später in Nustrup Sogn (Nordschleswig) auf, wohin die Familie 1871 übergesiedelt war, und besuchte bis 1879 das Stadtgymnasium Schleswig. 1880 begann er an der Universität Leipzig mit dem Theologiestudium. Dort wechselte er bald zur Orientalistik mit dem Schwerpunkt Assyriologie bei Friedrich Delitzsch. 1883 ging Jensen zu Eberhard Schrader nach Berlin. Nach der Promotion bei Schrader und Eduard Sachau 1884 ging Jensen als Bibliothekar zunächst nach Kiel und nach Straßburg, wo er sich 1888 habilitierte. 1892 wurde Jensen als Nachfolger Julius Wellhausens an die Universität Marburg gerufen, wo er als Ordinarius von 1895 bis 1928 lehrte. Bis zu seinem Schlaganfall im Januar 1932 lehrte Jensen weiter.
Mit der Entzifferung der hethitischen Hieroglyphen begann er in Hittiter und Armenier (1898), ohne allerdings einen Durchbruch zu schaffen. Dies gelang ihm dagegen mit der Erschließung der aramäischen Inschriften von Assur und Hatra 1919/1920 und von Warka 1926. Mit der babylonisch-assyrischen religiösen Literatur befasste er sich in seiner Dissertation und 1890 in Die Kosmologie der Babylonier. Die Bearbeitung des Bandes Assyrisch-babylonische Mythen und Epen erfolgte in der angesehenen Reihe Keilinschriftliche Bibliothek (1900). Ein zweiter Band blieb unvollendet. Für das Gilgamesch-Epos blieb diese Ausgabe auf lange Zeit grundlegend.
Seine Hypothesen zum Mythen- und Sagenvergleich wiesen auf Parallelen zwischen dem Gilgamesch-Epos und griechischen (vor allem Homer) sowie israelitischen „Legenden“ einschließlich der Geschichte um die Person Jesu im Neuen Testament hin. Danach arbeitete er diese Theorie zum Monumentalwerk Das Gilgamesch-Epos in der Weltliteratur 1906 so aus, dass er die alttestamentlichen Gestalten von Abraham bis zu den judäischen Königen sowie auch Jesus, Paulus und Johannes den Täufer in seiner eigenwilligen Deutung als lokale israelitische Abwandlungen der Gilgamesch-Sagen darstellte. Er bestritt die Historizität alt- und neutestamentlicher Überlieferungen völlig. Danach hätte vielleicht ein „irgendwie historischer Jesus“, keinesfalls aber derjenige der Evangelien wirklich gelebt. 1928 versuchte er die „Absenker“ der israelitischen Gilgamesch-Sagen in islamischen, ägyptischen, indischen, griechischen, römischen und germanisch-nordischen Sagen und religiösen Überlieferungen nachzuweisen, wobei er auch Mohammed und Buddha in diese Argumentation einbezog. Mit seinen Hypothesen stieß er auf fast einhellige und oft scharfe Kritik, so auch von Walter Anderson, der 1930 in einer ausführlichen, achtundvierzigseitigen Besprechung beider Bände von Das Gilgamesch-Epos in der Weltliteratur nur einer Aussage Jensens zustimmte und abschließend anmerkte „Wenn man mich aber fragt, ob die oben wiedergegebene wertvolle Notiz von 2½ + 3½ Zeilen den kostspieligen Druck der beiden Riesenbände von Jensens Werk mit ihren 1959 Seiten rechtfertigt, so antworte ich kategorisch: Nein“ (Walter Anderson: Über P. Jensens Methode der vergleichenden Sagenforschung. Acta et commentationes Universitatis Tartuensis (Dorpatensis). B, Humaniora. XXI.3, Dorpat, 1930–1931, S. 48).
Jensen gehört nicht zu den eigentlichen Panbabylonisten, zu deren Wortführern Hugo Winckler und Alfred Jeremias er Abstand hielt. Die wissenschaftliche und gesellschaftliche Isolation trieb ihn schließlich zur „Flucht an die Öffentlichkeit“ mit Zeitungsartikeln und Broschüren, in denen er sich scharf antichristlich zeigte. In der Wissenschaft gewann er nur seinen Schüler Albert Schott (1901–1945) und eingeschränkt den Leipziger Kollegen Heinrich Zimmern. Dass die Gilgamesch-Dichtung als bedeutendes Werk der Weltliteratur gilt, geht auf Jensen zurück. Einer der bedeutendsten hethitologischen Schüler Jensens war Hans Ehelolf.
Peter Jensen unterzeichnete das Bekenntnis der Professoren an den deutschen Universitäten und Hochschulen zu Adolf Hitler. Er starb im Alter von 75 Jahren nach längerer Krankheit in Marburg. Sein Sohn war der nationalsozialistische Anglist Harro de Wet Jensen.
Er war Mitglied beim Verein Deutscher Studenten Marburg.
Ab 1971 griff der britische Germanistikprofessor George Albert Wells Jesus-Mythos-Thesen aus nie ins Englische übersetzten Werken von Kalthoff, Jensen und Drews auf.

## Werke (Auswahl)
- Die Kosmologie der Babylonier – Studien und Materialien. Robarts University of Toronto 1890.
- Das Gilgamesch-Epos in der Weltliteratur. Band 1, Trübner, Straßburg 1906 (Digitalisat).
- Moses, Jesus, Paulus: drei Varianten des babylonischen Gottmenschen Gilgamesch. Eine Anklage wider die Theologen, ein Appell auch an die Laien. Neuer Frankfurter Verlag, Frankfurt am Main 1909.
- Hat der Jesus der Evangelien wirklich gelebt? Eine Antwort an Prof. Dr. Jülicher. Neuer Frankfurter Verlag, Frankfurt am Main 1910.
- Das Gilgamesch-Epos in der Weltliteratur. Band 2: Die israelitischen Gilgamesch-Sagen in den Sagen der Weltliteratur. Ebel, Marburg 1928 (Digitalisat).